# Чизмаджев, Юрий Александрович
Юрий Александрович Чизмаджев (15 декабря 1931, Тифлис — 5 января 2022) — советский и российский биофизик. Основные направления научной деятельности: теоретическая электрохимия и биофизика мембран, равновесные электрохимические свойства мембран, мембранный транспорт.

## Биография
В 1956 году окончил Московский инженерно-физический институт (с 2009 года — Национальный исследовательский ядерный университет «МИФИ»). В начале своей научной карьеры работал под руководством Левича Вениамина Григорьевича в Институте физической химии. В 1967 году защитил докторскую диссертацию, посвящённую изучению макрокинетики пористой среды. Это работа вошла в книгу «Макрокинетика процессов в пористых средах».
В 1977 году по его инициативе была организована лаборатория биоэлектрохимии.
В 1986 году Юрий Александрович Чизмаджев был удостоен Государственной премии СССР в области науки и техники.
С 1987 года — член-корреспондент АН СССР.
Скончался 5 января 2022 года. Похоронен на Ваганьковском кладбище Москвы (участок 55).